# Ken Levine (réalisateur)
Pour les articles homonymes, voir Ken Levine et Levine.
Ken Levine (né Kenneth Levine) est un scénariste, réalisateur, producteur et acteur américain né le 14 février 1950 à Santa Monica en Californie (États-Unis).

## Filmographie

### Comme acteur
- 1990 : The Marshall Chronicles (1 épisode) : Phil
- 1990 : Les Simpson (1 épisode : Le Dieu du stade) : Dan Horde (voix)
- 1993 : Cheers (1 épisode) : Le patron du bar
- 1993 : Brooklyn Bridge : ?
- 1994 : Frasier (1 épisode) : M.C.
- 2006 : My First Time (1 épisode) : lui-même

### Comme réalisateur
- 1995-1997 : Presque parfaite (4 épisodes)
  - Un week-end d'enfer - 1re Partie (Saison 1 épisode 8)
  - C'est dans la boîte (Saison 1 épisode 24)
  - La dragueuse a bonne mine (Saison 2 épisode 8)
  - Quiproquo (Saison 2 épisode 10)
- 1995 : Wings (1 épisode)
- 1996 : Pearl (en)
- 1997 : Fired Up (1 épisode)
- 1998 : Voilà ! (1 épisode)
  - D'égouts et des couleurs (Saison 2 épisode 11)
- 1998 : Ask Harriet (1 épisode)
- 1998 : LateLine
- 1998 : Frasier (1 épisode)
- 1998 : Conrad Bloom
- 1998 : Encore ! Encore !
- 1998-1999 : Un frère sur les bras (2 épisodes)
- 1998-1999 : Dharma et Greg (3 épisodes)
  - Secrets et confusions (Saison 1 épisode 19)
  - À la poursuite du canard (Saison 1 épisode 22)
  - Greg joue au golf (Saison 3 épisode 7)
- 1999 : Stark Raving Mad (1 épisode)
- 1999-2003 : Becker (14 épisodes)
- 2000-2001 : Tout le monde aime Raymond (3 épisode)
  - L'Enterment du hamster (Saison 5 épisode 5)
  - Quand Ray éternue (Saison 5 épisode 10)
  - Le Bras de fer (Saison 5 épisode 12)
- 2001 : Kristin
- 2003 : It's All Relative (1 épisode)

### Comme producteur
- 1980 : Characters
- 1982-1983 : Cheers (19 épisodes)
- 1983-1984 : AfterMASH (2 épisodes)
- 1985 : Mary
- 1993 : Big Wave Dave's (en) (6 épisodes)
- 1995-1997 : Presque parfaite (20 épisodes)
- 2003 : The Snobs

### Comme scénariste
- 1975 : The Jeffersons (1 épisode)
- 1976-1979 : M*A*S*H (16 épisodes)
- 1977 : The Tony Randall Show (2 épisodes)
- 1977 : The Bay City Amusement Company
- 1980 : Characters
- 1982 : Le joyeux bazar (2 épisodes)
- 1982-1993 : Cheers (36 épisodes)
- 1983 : AfterMASH (14 épisodes)
- 1985 : Toujours prêts (Volunteers)
- 1985-1986 : Mary (3 épisodes)
- 1987 : The Tracey Ullman Show
- 1987 : The Tortellis (1 épisode)
- 1990 : The Marshall Chronicles (1 épisode)
- 1990-1991 : Les Simpson (2 épisodes)
  - Le Dieu du stade
  - Un père dans la course
- 1991 : Mannequin: On the Move
- 1991-1992 : Wings (4 épisodes)
- 1993 : Big Wave Dave's (2 épisodes)
- 1994-2004 : Frasier (7 épisodes)
- 1995-1997 : Presque parfaite (20 épisodes)
- 1999-2003 : Becker (7 épisodes)
- 2003 : The Snobs
- 2003 : It's All Relative (2 épisodes)